# Bühren
Bühren település Németországban, azon belül Alsó-Szászország tartományban. Lakosainak száma 538 fő (2023. december 31.).

## Népesség
A település népességének változása:
| Lakosok száma | 536  | 541  | 525  | 521  | 533  | 538  |
|               | 2016 | 2017 | 2019 | 2021 | 2022 | 2023 |